# Az iguána éjszakája (film)
Az iguána éjszakája (eredeti cím: The  Night of Iguana) 1964-ben bemutatott amerikai filmdráma John Huston rendezésében. A forgatókönyvet Huston és Anthony Veiller írta, Tennessee Williams azonos című színműve alapján. A főbb szerepekben Richard Burton, Ava Gardner, Deborah Kerr, Grayson Hall, Sue Lyon és Cyril Delevanti látható.

## Cselekmény
A történet középpontjában Dr. T. Lawrence Shannon lelkész áll, aki egy vasárnapi iskola fiatal tanítónőjével folytatott viszonya miatt elvesztette a gyülekezetét. 
Két évvel később Shannon idegenvezető egy Blake's Tours nevű, sehol nem jegyzett texasi utazási irodánál, és egy buszos csoportot kalauzol a mexikói Puerto Vallartába. A csoport ingatag vezetőjének, Miss Judith Fellowsnak a tizenhat éves lánya, Charlotte Goodall megpróbálja elcsábítani Shannont. Miss Fellows ezt fordítva látja, és kijelenti, a liliomtiprás kísérlete miatt tönkreteszi a volt lelkészt.
A kétségbeesett Shannon átveszi az utasokkal teli busz irányítását, és – megelőzendő, hogy Fellows felhívja főnökét – a csoportot egy olcsó hotelben várakoztatja. Tévesen úgy gondolja, itt nincs telefon. Shannon azt hiszi, a hotelt még mindig régi barátja, Fred vezeti, de a nemrég elhunyt férfi helyét özvegye, Maxine Faulk vette át. 
Eközben megérkezik a hotelbe Hannah Jelkes, a vonzó, de önmegtartó életet élő festőnő Nantucketből, aki idős költő nagyapjával utazik együtt. A pénzből lassan teljesen kifutó Shannon meggyőzi Maxine-t, hadd maradhassanak még a csoporttal a hotelban. Egy hosszú éjszaka során Shannon kemény harcot folytat két legerősebb kísértésével, az alkohollal és a nőkkel. Charlotte továbbra is gondot okoz neki és Shannon már a szakadék szélén táncol. Végül idegösszeomlást kap, ezért Hannah mákteával ápolja Shannont és próbál neki őszinte lelki tanácsokat adni. 
Hannah nagyapja befejezi utolsó versét, ezt követően meghal. A szereplők megpróbálják rendbe tenni zavaros életüket. Shannon úgy dönt, betársul Maxine mellé a hotel vezetésében. Hannah elszalajtja az utolsó esélyét a szerelemre.

## Szereplők
- Richard Burton – Dr. T. Lawrence Shannon tiszteletes
- Ava Gardner – Maxine Faulk
- Deborah Kerr –Hannah Jelkes
- Sue Lyon –Charlotte Goodall
- Grayson Hall – Judith Fellowes, Charlotte felügyelőnője
- Cyril Delevanti – Nonno, Hannah költő nagyapja
- Skip Ward – Hank Prosner
- Mary Boylan – Miss Peebles

## A film készítése
A főszerepre eredetileg James Garnert nézték ki, aki azzal utasította vissza az ajánlatot, hogy a történet számára túlzottan „Tennessee Williams-es”.
1963 szeptemberében a rendező Huston, Sue Lyon és Richard Burton Elizabeth Taylor társaságában megérkezett Puerto Vallartába a külső felvételek forgatására, mely 72 napig tartott. Hustonnak annyira megtetszett a környékbeli horgászat, hogy 30 ezer dollárért vett egy házat nyolc kilométerre a várostól. 

## Fogadtatás
A film világszerte 12 millió dolláros bevételt hozott, amiből négy és fél millió dollárt az amerikai mozik termeltek. Ezzel a film az 1964-es év tizedik legnagyobb bevételét könyvelhette el. 
A Time szerint „Huston és stábja olyan filmet alkotott, amely nemcsak a figyelmet kelti fel és lenyűgöz, hanem néha még a lélekhez is szól. Az egyik legjobb valaha készült Tennessee Williams-adaptáció.”

## Érdekesség
Puerto Vallartában a helyiek azzal hálálták meg John Hustonnak városuk népszerűvé tételét, hogy szobrot emeltek a rendezőnek.

## Fordítás
- Ez a szócikk részben vagy egészben  a   The_Night_of_the_Iguana (film) című angol Wikipédia-szócikk fordításán alapul.  Az eredeti cikk szerkesztőit annak laptörténete sorolja fel. Ez a jelzés csupán a megfogalmazás eredetét és a szerzői jogokat jelzi, nem szolgál a cikkben szereplő információk forrásmegjelöléseként.